# Synssans
Synssansen begynder i de fotoreceptorer (synsceller), som omsætter lys til nervesignaler. Det sker ved at en foton påvirker et molekyle rhodopsin, der er en G-protein-koblede receptor. Synscellerne i øjets retina(nethinde) består af stave og tappe. Stavene er meget lysfølsomme, men kan ikke skelne farver og anvendes ved natsyn. Tappene er mindre lysfølsomme, men farvefølsomme. Behandlingen af synsindtryk foregår i hjernen i den del af hjernebarken, der kaldes occipital kortex. Den proces, der følger efter selve sansningen, kaldes visuel perception.

## Farvesyn
Vores øjne kan se farver pga. tre forskellige typer tappe i øjet.
Den udspændte farveflade, som vores tre typer synsceller kan opfatte, gør os i stand til få et indtryk af at se millioner af forskellige farvenuancer, men ikke stærkt mættede farver – som i øvrigt sjældent forekommer i naturen.
Det, at vi kun har tre forskellige farvesynscelletyper, gør, at vi kan nøjes med tre farver for at genskabe en farveillusionen. Men de tre farver skal vælges, så de udspænder en større farveflade (gamut). Med f.eks. rød og grøn kan vi ikke vælge gul som den tredje farve, da gul ligger meget tæt på blandingen af rød og grøn.
Nogle mennesker lider af farveblindhed i forskellige afskygninger og større eller mindre grad. Hyppigst er rød-grøn farveblindhed.